# Gérard Marciano

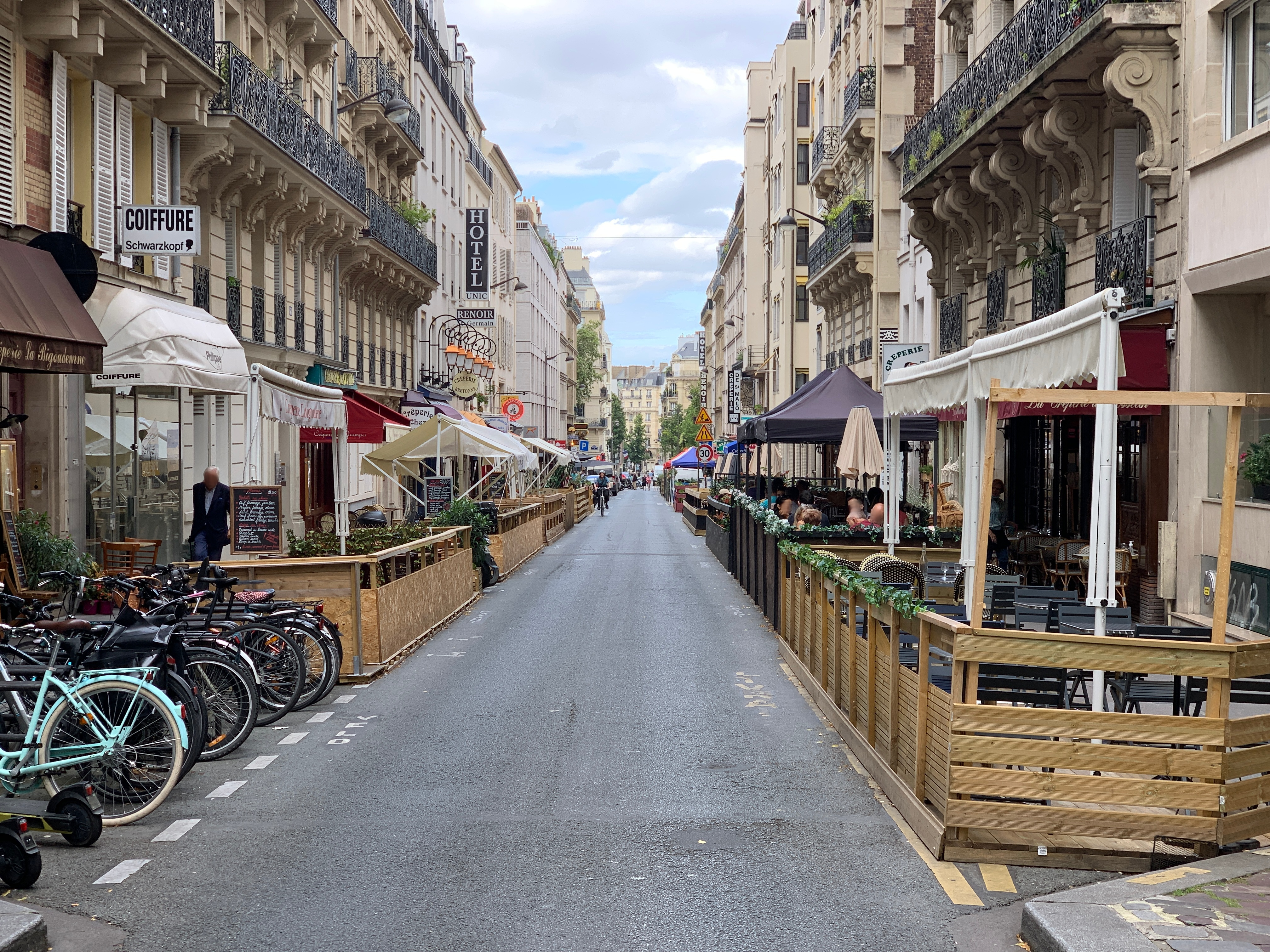
Rue du Montparnasse år 2021. Det var på Hotel Unic (synligt till vänster i mitten av kvarteret) som Gérard Marciano och hans förmodade medbrottslingar brukade mötas, så som det beskrivs i Nätternas gräs.

Gérard Marciano är en person som förekommer i två romaner av den franske författaren Patrick Modiano. Han omnämns första gången kort i En stamtavla (2005, utgiven på svenska 2015 i översättning av Kristoffer Leandoer) och är en av flera återkommande bifigurer i Nätternas gräs (2012, utgiven på svenska 2013 i översättning av Anna Säflund-Orstadius). Med tanke på att En stamtavla är ett självbiografiskt verk är det möjligt att Marciano är en person som existerar eller har existerat. Han nämns närmast i förbigående mot slutet av berättelsen. Året är 1966 och Marciano syns på ett förbrytarfoto som visas upp för författaren under ett polisförhör.
Marciano förekommer desto oftare i Nätternas gräs. Han nämns genomgående i berättelsen, ungefär tjugofem gånger. Likväl är det ytterst lite man som läsare får veta om honom. Det rör sig om till synes ovidkommande detaljer – kortväxt, mörkhårig, ljushylt, litet ärr i ansiktet, född i Casablanca, vissa konstnärsdrömmar – och att han tycks tillhöra en grupp människor som möts på Hotel Unic i Montparnasse, ett slags kriminellt gäng som är inblandat i en "härva" som bär vissa likheter med Mehdi Ben Barkas försvinnande i oktober 1965. Marciano är en av flera personer i både berättelsens och samhällets utkant, "gestalter som har suddats ut med tiden, vars röster har blivit ohörbara". Hans roll i handlingen förblir oklar, han är närmast att betrakta som en statist, men en statist som enligt berättaren inte ska glömmas bort, hur diffust minnet av honom än är.
| ”                                 | Jag var egentligen inte intresserad av de där figurerna på Hotel Unic: Chastagnier, Marciano, Duwelz, mannen som kallades 'Georges' och som hette Rochard, de där människorna vars namn jag träget upprepar för att de inte helt ska raderas ur mitt minne. | „ |
| – Patrick Modiano, Nätternas gräs | |   |